# Megatsunami
En megatsunami eller iminami är en form av tsunami-våg som är många gånger större än en normalstor tsunami. Till skillnad från en tsunami bildas dessa vanligtvis då stora vulkaner exploderar, och inte från jordbävningar även om detta också skulle kunna vara en tänkbar orsak (då skulle det dock krävas ett skalv på mer än magnituden 11 på richterskalan). En megatsunami beräknas inträffa en gång var 100 000:e år alternativt ännu mer sällan. En annan tänkbar orsak vore att en stor meteorit skulle slå ned i havet.

## Omfattning
En megatsunami skulle kunna svämma över stora kustområden. Ett tänkbart scenario är att en megatsunami uppkommer då en riktigt stor meteorit slår ner i något av jordens hav, då skulle vågen kunna ödelägga enorma områden. Detta är något som med största sannolikhet har inträffat i världshistorien och kan ha varit en faktor i massdöden för 65 miljoner år sedan då en meteorit lär ha slagit ner på jorden för att sedan utrota större delen av allt liv. Denna händelse lär ha varit slutet för dinosaurierna. Vågen skulle i detta sammanhang dock vara tämligen betydelselös jämfört med katastrofens övriga effekter.

## Populärkultur
En tolkning av en iminamis omfattning finns bland annat i filmen Deep Impact från 1998, där en enorm meteorit slår ned i Atlanten och skapar en iminami och ödelägger allt i sin väg. Även i filmen 2012 från 2009 innehåller megatsunamier, orsakade av jättelika jordbävningar, som slår in längs världens alla kuster.
Den 9 juli 1958 inträffade en katastrof i Lituya Bay i södra Alaska. En jordbävning utlöste ett jordskred där 30,5 miljoner m³ sten föll 600–900 meter ned i vattnet. Händelsen har skapat en av de största myter i modern tid om en 524 meter hög megatsunami. Det undanträngda vattnet kastades upp 500 meter längs en mycket närliggande klippsluttning. Detta har sedan misstolkats av populärvetenskap som att en 500 meter hög tsunami bildades.